# Адомайтіс Валентин Володимирович
Валентин Володимирович Адомайтіс (23 лютого 1953) — український дипломат. Надзвичайний і повноважний посол України в Індії, Бангладеші, Непалі, Шрі-Ланці, Австралії, Новій Зеландії.

## Біографія
Народився 23 лютого 1953 року в Києві.

## Освіта
- У 1978 році закінчив з відзнакою Київський державний університет ім. Т. Г. Шевченка, факультет романо-германської філології.
- 1992 рік — переговорний курс «Подолання Конфліктів», організований під егідою Міністерства закордонних справ Німеччини (м. Бонн, Федеративна Республіка Німеччина);
- 1995 рік — курс «Удосконалення Міжнародного Керівного Складу» в Центральному Інституті Підготовки Держслужбовців (м. Сеул, Республіка Корея);
- 1997 рік — курс «Управління Оборонними Ресурсами» в Інституті Управління Оборонними Ресурсами Військово-морської Аспірантської Школи (м. Монтерей, Каліфорнія, США);
- 1998 рік — спеціальний курс удосконалення керівного складу для представників МЗС з країн СНД при МЗС Японії (м. Токіо, Японія)

## Дипломатична робота
- З 1974 по 1977 — перекладач Київського об'єднання Держкомітету СРСР з питань іноземного туризму.
- З 1979 по 1981 — старший інструктор відділу проведення міжнародних спортивних заходів і прийому іноземних делегацій Комітету по фізичній культурі та спорту УРСР.
- З 1981 по 1985 — перекладач, інженер комерційно-юридичного відділу «Радянської монтажної організації» в м. Аджаокута, Нігерія.
- З 1985 по 1992 — референт, старший референт, спеціаліст, заступник завідувача відділом країн Азії, Африки та Латинської Америки Українського товариства дружби та культурного зв'язку з зарубіжними країнами.
- З 1992 по 1993 — 1-й секретар, радник, в.о. завідувач відділом країн Азії та Тихоокеанського регіону Першого територіального управління МЗС України.
- З 1993 по 1994 — радник Посольства України в Індії.
- З 1994 по 1998 — заступник завідувача відділом, завідувач відділом, заступник начальника Управління країн АТР, Близького та середнього Сходу та Африки МЗС України.
- З 02.07.1998 по 01.08.2000 — Надзвичайний і Повноважний Посол України в Індії.
- З 20.10.1998 по 01.08.2000 — Надзвичайний і Повноважний Посол України в Бангладеші за сумісництвом
- З 20.10.1998 по 01.08.2000 — Надзвичайний і Повноважний Посол України в Непалі за сумісництвом
- З 23.02.1999 по 01.08.2000 — Надзвичайний і Повноважний Посол України в Шрі-Ланці за сумісництвом
- З 19 липня 2005 р. до 7 березня 2007 року — директор Першого територіального департаменту Міністерства закордонних справ України.
- З 07.03.2007 по 30.05.2011 — Надзвичайний і Повноважний Посол України в Австралії.
- З 28.07.2007 по 30.05.2011 — Надзвичайний і Повноважний Посол України в Новій Зеландії за сумісництвом.
- 21 — 25 червня 2010 року — Глава делегації на Пленарному засіданні Групи ядерних постачальників (м. Крайстчерч, Нова Зеландія, Указ Президента від 18.06.2010 № 705/2010)
- З жовтня 2015 року до теперішнього часу — Президент, Почесний Президент, громадська організація «Товариство Україна — Індія» («Ukraine — India Association»).

Має дипломатичний ранг Надзвичайного і Повноважного Посланника першого класу (Указ Президента України № 1831/2005 від 23 грудня 2005 року).

## Автор праць
- Адомайтіс В. В. «Діяльність громадських організацій у розбудові дружніх стосунків між Україною та Індією»//Україна Індія: 15 років дружби. -К. −2006.